# Casaus
Casaus (con algunas otras variantes, como por ejemplo Casau o Casaú) es un apellido español. Personas con el apellido Casaus tienen o tuvieron radicación, entre otros lugares, en Sevilla, Galicia, las islas Canarias, Cataluña, Aragón y en las Baleares.